# مورغان بيرنت
مورغان بيرنت (بالإنجليزية: Morgan Burnett)‏ هو لاعب كرة قدم أمريكية أمريكي، ولد في 13 يناير 1989 في كوليج بارك في الولايات المتحدة.

## وصلات خارجية
- مورغان بيرنت على موقع إي إس بي إن.كوم (أن.أف.أل)3
- مورغان بيرنت على موقع مرجع كرة القدم المحترفة.كوم (الإنجليزية)
- مورغان بيرنت على موقع كلية كرة القدم في سبورتس رفرنس.كوم (الإنجليزية)